# 500
سنة 500 م (بالأرقام الرومانية: D) كانت سنة كبيسة بدأت يوم السبت (الرابط يظهر نموذج الجدول الزمني الكامل للسنة) من التقويم اليولياني. بدأت تسمية السنة ب500 منذ العصور الوسطى المبكرة، عندما أصبح تقويم أنو دوميني هو الأسلوب السائد في أوروبا لتسمية السنوات.

## أحداث
بلغت الإمبراطورية الساسانية أقصى اتساع لها.

## مواليد
٭ بروكوبيوس القيسراني

٭ بيليساريوس

٭ ثيودورا (القرن السادس)

٭ ثيوديبيرت الأول

## وفيات
- زو تشونغزي

## أعلام
- تريبونيان